# Válečný kříž (Řecko)
Válečný kříž (řecky: Πολεμικός Σταυρός) je řecké vojenské vyznamenání za hrdinské činy v dobách války. První verze byla založena roku 1917 a druhá roku 1940, jejíž status byl upraven roku 1974.

## Historie
Válečný kříž byl poprvé založen během první světové války v roce 1917. Druhá verze vznikla v době druhé světové války v roce 1940 a udílena byla i za řecké občanské války a během korejské války. Poslední třetí verze vychází ze vzoru z roku 1940 a její původ sahá do roku 1974.

### Vzor 1917
První verze vyznamenání byla založena venizelistickou prozatímní vládou národní obrany 28. února 1917 a potvrzena královským dekretem dne 31. října 1917. K potvrzení tak došlo několik měsíců poté co Řecko oficiálně vyhlásilo válku ústředním mocnostem. Vznik vyznamenání byl inspirován francouzským Croix de guerre. Byl udílen příslušníkům ozbrojených sil za činy odvahy na soluňské frontě, během spojeneckých intervenčních operací v ruské občanské válce a během řecko-turecké války. Po roce 1920 byl kvůli svému spojení s venizelismem udílen jen výjimečně. Od roku 1919 navíc mohla být I. třídy kříže udělena i významným regimentům.

### Vzor 1940
Po opětovném vypuknutí války, která Řecko zasáhla v říjnu 1940 po italské invazi do země se diktátorská roajalistická vláda rozhodla neudílet válečný kříž z roku 1917 kvůli jeho spojení s venizelisty, ale zavedla nové vyznamenání. To bylo založeno královský dekretem č. 2646/1940 ze dne 11. listopadu 1940 a bylo udíleno až do konce druhé světové války. Jeho udílení bylo obnoveno 19. dubna 1947 během řecké občanské války, která trvala do roku 1949. Udílení kříže bylo prodlouženo až do roku 1953, kdy byl udílen v rámci řecké účasti v korejské válce. Vyznamenání bylo udíleno řeckým a spojeneckým vojákům, a to zejména vojákům britským a později americkým, a udílen byl i celým jednotkám.

### Vzor 1974
V červnu 1973 zrušila vládnoucí řecká vojenská junta monarchii. Zákonem č. 376/74 také revidovala pravidla udílení řeckých vojenských vyznamenání a změnila tak i pravidla udílení Válečného kříže. O několik měsíců později vojenský režim padl a bylo obnoveno demokratické zřízení. V té době nebyl vzhled medaile ještě oficiálně změněn. V roce 1985 byla vydána provizorní verze, která vycházela ze vzoru z roku 1940. Konečný vzhled byl ustanoven prezidentským dekretem č. 159 ze dne 17. března 2003.

## Pravidla udílení

### Vzor 1940
Od svého vzniku do roku 1942 mohl být kříž udělen v jakékoliv třídě. Podle zákona č. 3120/1942 bylo první udělení kříže možné pouze ve III. třídě. Následná tři udělení kříže stejné osobě stále neznamenala vyšší třídu vyznamenání. II. třída kříže byla udělena při pátém ocenění a I. třída při osmém vyznamenání. Počet udělení kříže reprezentovaly malé korunky umístěné na stuze.

### Vzor 1974
Zákonem č. 376/74 došlo k revizi pravidel udílení řeckých vojenských vyznamenání. Válečný kříž I. třídy byl tímto zákonem určen k vyznamenávání vyšších důstojníků a jednotek, kříž II. třídy k vyznamenávání důstojníků střední třídy a III. třída byla určena pro oceňování nižších důstojníků, poddůstojníků a řadových vojáků.

## Třídy
Vyznamenání je udíleno ve třech třídách:
- I. třída
- II. třída
- III. třída

| Vzor 1917 | Vzor 1917 | Vzor 1917  | Vzor 1940 a 1974 |
| --------- | --------- | ---------- | ---------------- |
| I. třída  | II. třída | III. třída |                  |

## Insignie

### Vzor 1917
Autorem vzhledu medaile byl francouzský sochař André Rivaud. Medaile měla podobu stříbrného meče s hrotem směřujícím vzhůru položeným na vavřínový věnec stejné barvy. Pod věncem byla destička s nápisem se spartským heslem v řeckém písmu Η ΤΑΝ Η ΕΠΙ ΤΑΣ (se štítem nebo na štítu). Na zadní straně byl nápis ΕΛΛΑΣ (Řecko) pod kterým byl letopočet 1916–1917.
Stuha široká 35–37 mm byla černá s modrými okraji. V případě I. třídy byl na stuze bronzový palmový list, v případě II. třídy bronzová pěticípá hvězdička a u III. třídy byla prostá stuha. Pokud byl kříž jedné osobě udělen vícekrát, byla na stuhu navíc přidána stříbrná pěticípá hvězdička. Medaile se nosí nalevo na hrudi.

### Vzor 1940
Vzhled vychází z francouzského Croix de guerre. Vyznamenání mělo tvar bronzového tlapatého kříže uprostřed s královským monogramem krále Jiřího II. Kříž byl položen na dvou zkřížených mečích s hroty směřujícími vzhůru. Na zadní straně bylo datum 1940. Kříž byl převýšen královskou korunou jejíž barva se lišila dle třídy. V případě I. třídy byla zlatá, u druhé třídy stříbrná a v III. třídě bronzová.
Stuhu tvořily tři stejně široké pruhy. Při okrajích byly pruhy červené barvy s modrým pruhem uprostřed. Medaile se nosí nalevo na hrudi.
Existuje několik variací v provedení medailí neboť existovalo několik výrobců. Kříže se vyráběly jak v Řecku tak ve Spojeném království. Existují tak drobné odchylky ve stylu koruny a kříže stejně jako ve vzhledu zadní strany, kdy u některých variant je datum umístěno do kruhu.

### Vzor 1974
V roce 1985 byla vydána provizorní verze, která vycházela ze vzoru z roku 1940, ale byl odstraněn královský monogram, který byl nahrazen dubovým věncem a odstraněny byly i koruny, které byly nahrazeny státním znakem Řecka. Na zadní straně byl nápis řeckým písmem ΕΛΛΗΝΙΚΗ ΔΗΜΟΚΡΑΤΙΑ (Helénská republika). Konečný vzhled byl ustanoven v roce 2003. Státní znak po této změně již nepřevyšuje kříž, ale je umístěn do jeho středu. Kolem znaku je vavřínový věnec. Zachováno je i nadále pravidlo kdy je znak a věnec v případě I. třídy zlatý, v případě II. třídy stříbrný a u III. třídy bronzový.

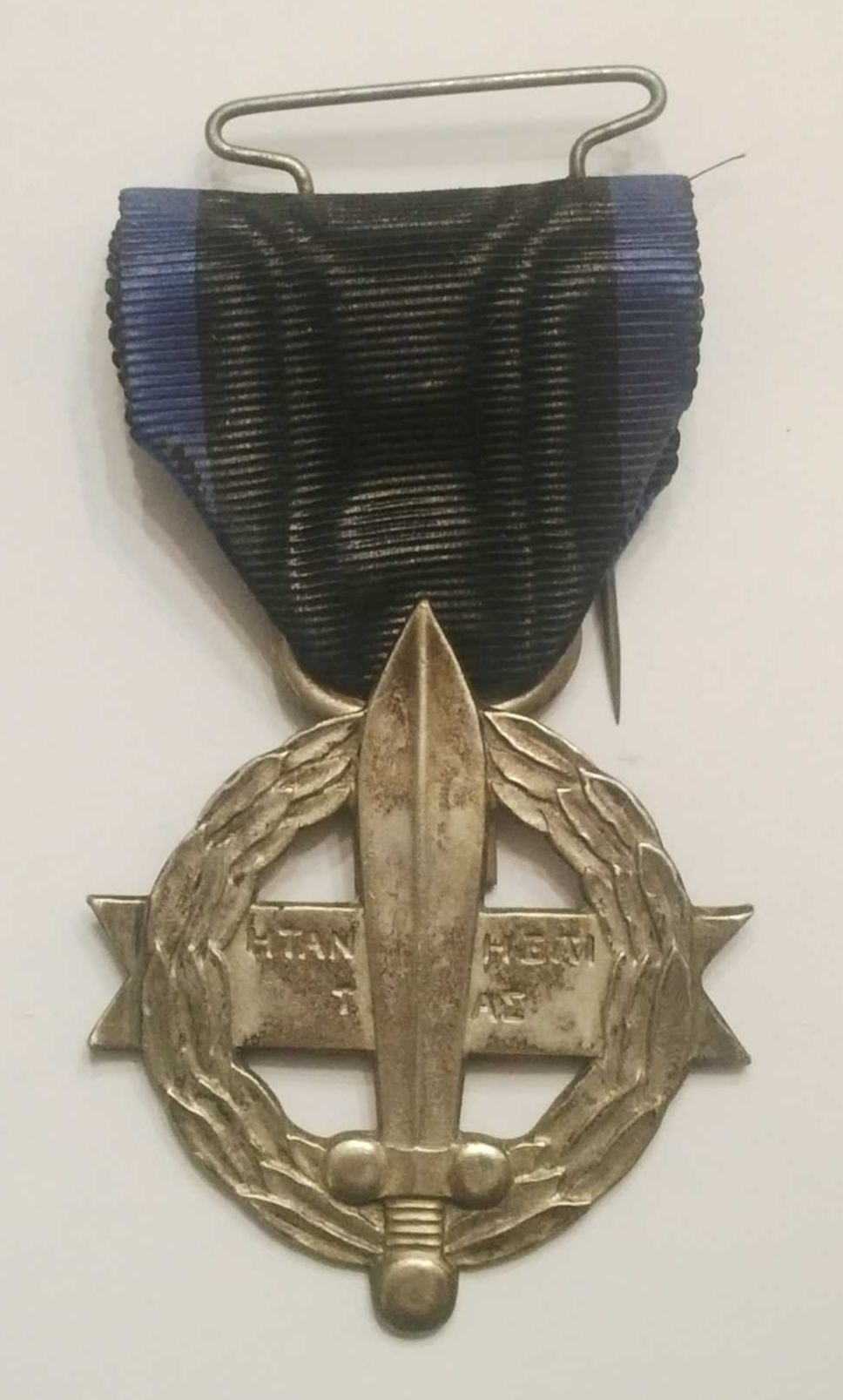
Kříž III. třídy, vzor 1917
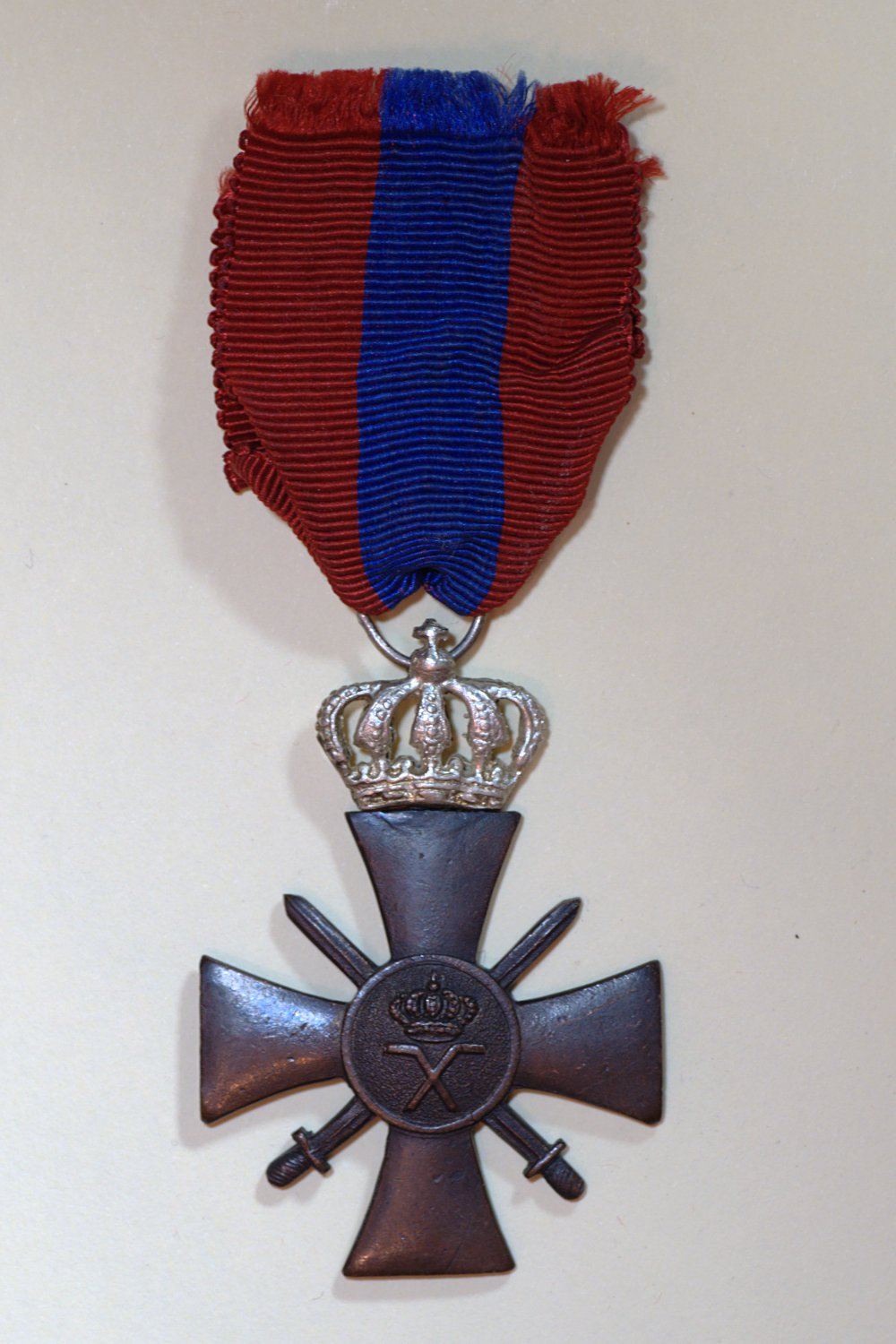
Kříž II. třídy, vzor 1940
Kříž I. třídy, vzor 1974, vzhled z roku 2003
Kříž II. třídy, vzor 1974